# Daniel Charles-Alfred
Pour les articles homonymes, voir Charles et Alfred.
Daniel Charles-Alfred est un footballeur français né le 9 mai 1934 à Fort-de-France (Martinique) et mort le 17 septembre 2020. Il évolue au poste de défenseur au cours des années 1960.

## Biographie
Étoile d'Or du magazine France Football en 1963.

## Clubs
- Avant 1958 : Golden Star de Fort-de-France
- 1958-1968 : Nîmes Olympique ( France)

## Palmarès
- International français en 1964 (4 sélections)
- Finaliste de la Coupe de France en 1961 avec le Nîmes Olympique